# Pherbina intermedia
Pherbina intermedia är en tvåvingeart som beskrevs av Verbeke 1948. Pherbina intermedia ingår i släktet Pherbina och familjen kärrflugor. Arten är reproducerande i Sverige. Inga underarter finns listade i Catalogue of Life.